# 結婚 (1982年のテレビドラマ)
『結婚』（けっこん）は、TBS系の「水曜劇場」枠で1982年1月6日から同年4月14日まで放映されていたテレビドラマ。
1969年10月15日開始の『甘柿しぶ柿つるし柿』以来12年半続いた「水曜劇場」（第1期）の最終作。水曜劇場の放送終了から5年半ぶりに「水曜ドラマ」を新設、『あなたもスターになりますか』から開始する。

## スタッフ
- 作：橋田壽賀子
- 音楽：小川よしあき
- 制作：堀川とんこう
- プロデューサー：岩崎嘉一
- 演出：中川晴之助、井下靖央、豊原隆太郎

## 出演
- 花田秋子（長女）：三田佳子
- 花田夏子（三女）：小川知子
- 花田冬子（次女）：小鹿みき
- 花田春子（四女）：杉田かおる
- 咲子（太助の長女）：東てる美
- 久子（太助の次女）：木の葉のこ
- 中原一平（秋子の上司）：新克利
- 青木邦彦（夏子の恋人）：高岡健二
- 遠井正吉（春子の恋人のちの夫）：村田雄浩
- せんだみつお
- 則子（秋子の同僚）：佐藤オリエ
- 多田金造（正吉の勤務先の修理工場の社長）： 佐野浅夫
- 多田仙子（金造の妻）：今井和子
- 大野太助（ハナの幼馴染）：大坂志郎
- 花田ハナ（四姉妹の母）：赤木春恵

| TBS系列 水曜劇場   | TBS系列 水曜劇場 | TBS系列 水曜劇場 |
| 前番組             | 番組名           | 次番組           |
| ------------------ | ---------------- | ---------------- |
| 茜さんのお弁当     | 橋田ドラマ 結婚  | （中断）         |
| TBS系列 水曜21時枠 |                  |                  |
| 茜さんのお弁当     | 橋田ドラマ 結婚  | 日立テレビシティ |